# The Technical Cooperation Program

Die TTCP-Mitgliedstaaten Australien, Kanada, Neuseeland, Vereinigtes Königreich und Vereinigte Staaten

The Technical Cooperation Program (TTCP) ist eine Vereinbarung zur technologischen Zusammenarbeit in Bezug auf Verteidigung zwischen den folgenden Staaten: Australien, Kanada, Neuseeland, dem Vereinigten Königreich und den Vereinigten Staaten.
Es gibt ein Sekretariat in Washington, D.C. Die Leitung des TTCP bilden die sogenannten Principals (siehe unten).

## Geschichte
Am 25. Oktober 1957 gaben der amerikanische Präsident und der britische Premierminister eine Erklärung zur Zusammenarbeit ihrer Länder (engl. Declaration of Common Purpose) ab. Die kanadische Regierung erklärte unmittelbar danach ihre Bereitschaft zur Teilnahme. Daraus entstand eine Organisation mit dem Namen Tripartite Technical Cooperation Program.
Im weiteren Verlauf entstand das Combined Policy Committee (CPC), das sich aus den Außen- und Verteidigungsministern der 3 teilnehmenden Staaten zusammensetzte. Es wurden 2 Ausschüsse (engl. Subcommittee) gebildet: einer für die Zusammenarbeit im nuklearen Bereich und ein weiterer für die Kooperation der nicht-nuklearen Forschung und Entwicklung. Der zweite Ausschuss wurde schließlich als Subcommittee on Non-Atomic Military Research and Development (NAMRAD) bezeichnet. Australien schloss sich NAMRAD 1965 an, Neuseeland folgte 1969.
Nach dem Beitritt Australiens und Neuseelands wurde das Tripartite Technical Cooperation Program in The Technical Cooperation Program umbenannt.

## Forschungsbereiche
Gegenwärtig (Stand September 2016) sind die Hauptaktivitäten von TTCP in die folgenden 10 Forschungsbereiche (engl. Groups) unterteilt:
- AER: Aerospace Systems Group
- C3I: Command, Control, Communications and Information Systems Group
- EWS: Electronic Warfare Systems Group
- HUM: Human Resources and Performance Group
- ISTAR: Intelligence, Surveillance, Target Acquisition and Reconnaissance
- JSA: Joint Systems and Analysis Group
- LND: Land Systems Group
- MAR: Maritime Systems Group
- MAT: Materials and Processing Technology Group
- WPN: Conventional Weapons Technology Group

## Teilnehmende Staaten
Die Beteiligung Australiens erfolgt u. a. über die Defence Science and Technology Group (DST). Der Principal Australiens ist der Chief Defence Scientist des Verteidigungsministeriums.
Die Beteiligung Kanadas erfolgt u. a. über Defence Research and Development Canada (DRDC). Der Principal Kanadas ist der Assistant Deputy Minister for Science and Technology des Verteidigungsministeriums.
Die Beteiligung Neuseelands erfolgt u. a. über die Defence Technology Agency (DTA). Der Principal Neuseelands ist der Director der DTA.
Die Beteiligung des Vereinigten Königreichs erfolgt u. a. über das Defence Science and Technology Laboratory (Dstl). Der Principal des Vereinigten Königreichs ist der Director, Science and Technology des Verteidigungsministeriums.
Die Beteiligung der Vereinigten Staaten erfolgt über diverse Behörden, z. B. die DARPA. Der Principal der Vereinigten Staaten ist der Deputy Assistant Secretary of Defense for Research innerhalb des Verteidigungsministeriums.

## Sonstiges
Die 5 Staaten arbeiten in Bezug auf Verteidigung auch noch durch folgende Vereinbarungen (bzw. Organisationen) exklusiv zusammen: ABCA Armies, Air and Space Interoperability Council, AUSCANNZUKUS und Combined Communications Electronics Board. 
Die in der UKUSA-Vereinbarung festgelegte Zusammenarbeit der Geheimdienste der 5 Staaten wird auch als Five Eyes bezeichnet.
Die folgenden Vereinbarungen (bzw. Organisationen) stehen dagegen noch weiteren Staaten offen: Multi-National Interoperability Council und Multilateral Interoperability Programme.